# Boeing X-66
Le Boeing X-66 est un avion de ligne expérimental en cours de développement par Boeing. Il fait partie de la série X-plane et est développé en collaboration avec la NASA dans son programme Sustainable Flight Demonstrator. Il utilise une conception d'aile extra-longue et fine stabilisée par des entretoises diagonales, appelée Boeing Truss-Braced Wing (en). Ce concept est basé sur des études « Subsonic Ultra-Green Aircraft Reach (SUGAR) » portant sur les technologies d'aile à entretoises et électriques hybrides,.

## Développement

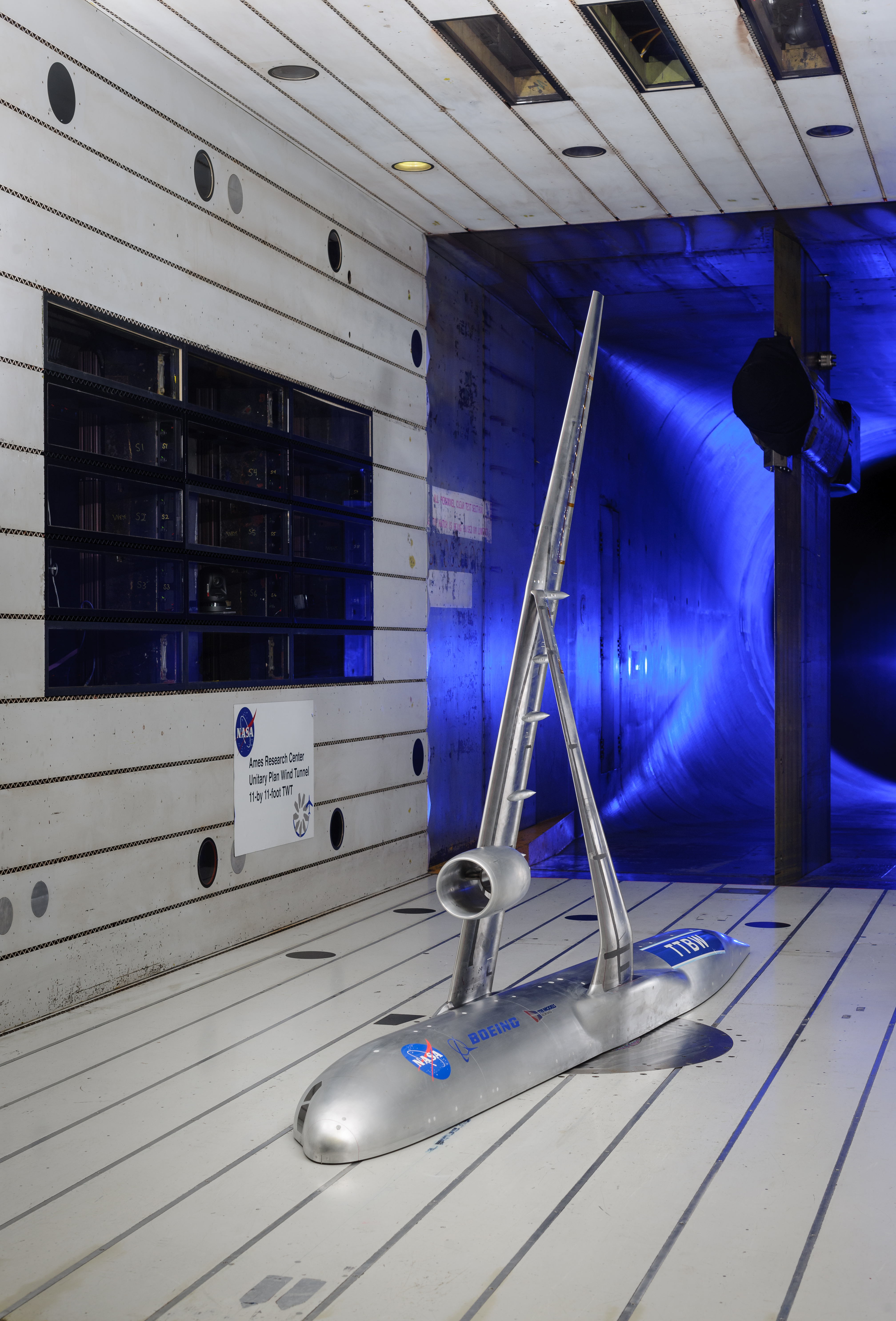
Un modèle Transonic Truss-Braced Wing dans une soufflerie au Ames Research Center.

Début 2019, après des essais approfondis en soufflerie au centre de recherche Ames de la NASA, une structure en treillis optimisée et une flèche accrue pour l'aile de 51,8 m (169,94750682 pi) d'envergure ont permis de voler plus haut et plus vite, passant de Mach 0,70-0,75 à Mach 0,80 comme les avions de ligne actuels. Par rapport aux avions à ailes cantilever, la consommation de carburant sera réduite de 8 à 10 %, et la technologie devrait être prête d'ici 2030-2035. Des allongements allant jusqu'à 27 ont été évalués, contre 8 à 10 pour les fuselages étroits actuels. La conception a été présentée lors de la conférence de l'American Institute of Aeronautics and Astronautics (AIAA) de janvier 2019 et l'aile est repliable pour permettre son utilisation dans les aéroports accueillant le 737 de 36 m d'envergure.
Plus tard, l'aile a été améliorée avec une flèche de 20° et déplacée vers l'avant, la section du treillis a été optimisée, effilée avec une corde de racine augmentée et optimisée avec un bord de fuite avec un balayage vers l'avant qui génère une portance. Elle a été testée début 2019 dans la soufflerie transsonique de 3,4 m au centre Ames, puis plus tard en 2019 dans la soufflerie subsonique de 4,3 x 6,7 m du centre de recherche Langley de la NASA. Un X-plane grandeur nature est en cours de développement dans le cadre du programme Ultra-Efficient Subsonic Transport (UEST) de la NASA, décrit dans la démonstration de vol New Aviation Horizons à partir de 2023. Boeing a proposé de modifier un MD-80 propulsé par des turboréacteurs, mais il pourrait tester un propulseur électrique hybride en série/parallèle basé sur le concept Electrically Variable Engine (EVE) de Rolls-Royce LibertyWorks (en) d'un turboréacteur à engrenages. Un moteur/générateur électrique de 1,5 MW monté entre le compresseur et la soufflante à pas variable, alimenté par des batteries pour accélérer le décollage et la montée, permet d'utiliser un moteur plus petit et d'améliorer l'efficacité de 4,5 % sur une mission de 6 500 km. Une soufflante boundary-layer ingestion (en) montée sur la queue absorberait et réénergiserait le flux d'air lent au-dessus du fuselage.

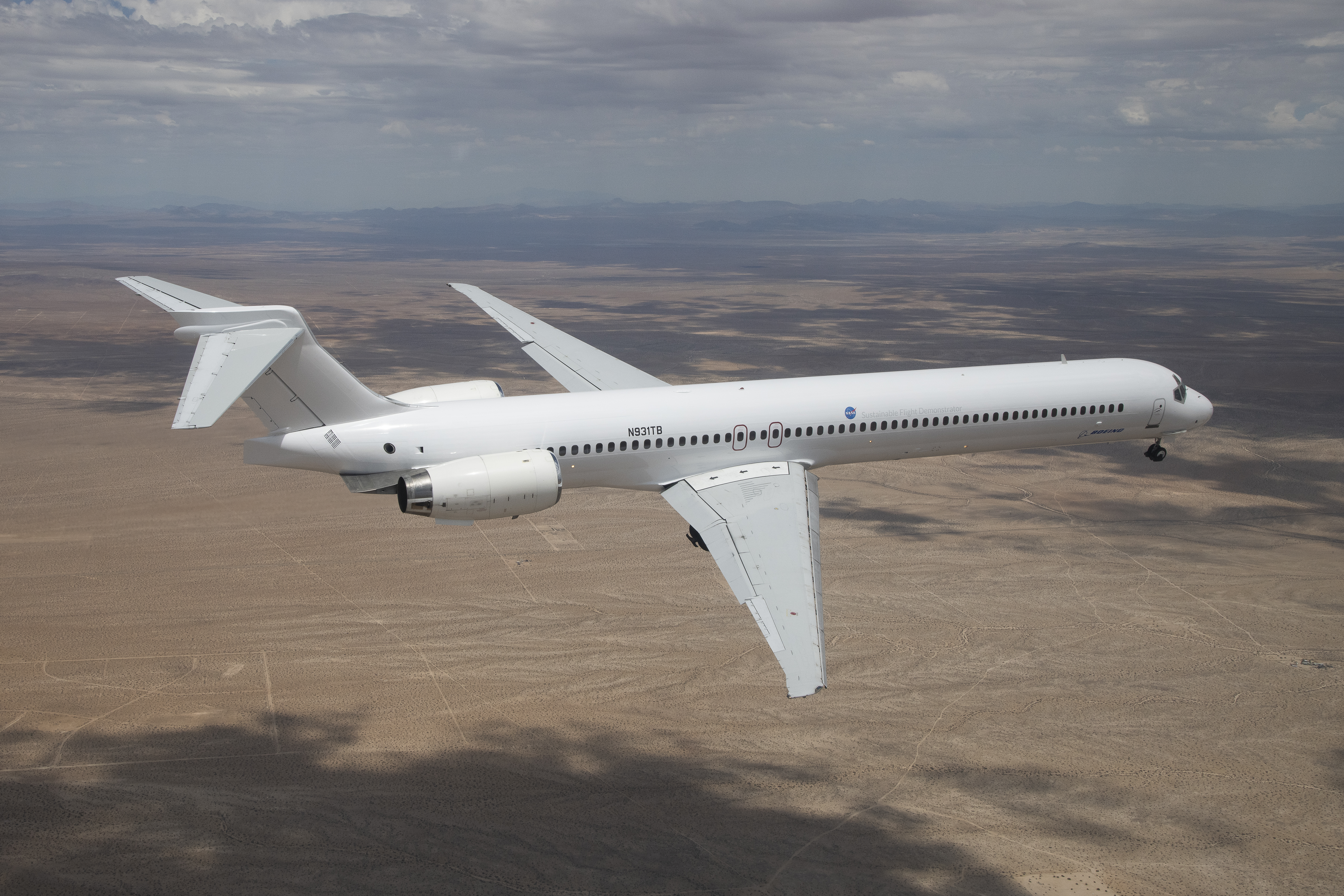
Le McDonnell Douglas MD-90 à modifier.

Un démonstrateur grandeur nature basé sur le McDonnell Douglas MD-90 a été annoncé le 18 janvier 2023, avec un financement de 425 millions de dollars de la NASA sur sept ans tandis que Boeing et ses partenaires investiront le reste des 725 millions de dollars convenus, car l'avionneur avait déjà dépensé 110 millions de dollars dans la recherche sur l'aviation durable. Associé à une meilleure propulsion et à de meilleurs matériaux, l'efficacité est ciblée à 30 % supérieure à celle des Boeing 737 MAX et Airbus A320neo actuels. Utilisant une cellule MD-90 raccourcie et des moteurs CFM International RISE (en), le démonstrateur devrait voler en 2028, fournissant la base d'une éventuelle famille d'avions de 130 à 210 sièges,. Le démonstrateur de vol durable (SFD) à grande échelle est désigné « X-66A »,. En août 2023, la cellule du MD-90 a été transportée à l'aéroport Palmdale Regional Airport (en) pour être entièrement reconstruite en X-66.
En juin 2024, Boeing et Pratt & Whitney ont annoncé qu'un dérivé dédié du moteur à turboréacteur à engrenages (GTF) de la série PW1500G/1900G, appelé PW102XG, serait installé. Cette sélection a été faite en raison de préoccupations liées au poids concernant l'application précédemment prévue d'un dérivé du PW1100G.
Fin avril 2025, Boeing annonce mettre ce projet en pause.